# Unterseeboot UB-118
Pour les autres navires du même nom, voir Unterseeboot 118.
L'Unterseeboot UB-118 est un sous-marin (U-Boot) allemand de type UB III utilisé par la Kaiserliche Marine pendant la Première Guerre mondiale. Il est mis en service dans la marine impériale allemande le 22 janvier 1918.
L'UB-118 s’est rendu aux Alliés à Harwich le 21 novembre 1918, conformément aux exigences de l’armistice avec l’Allemagne. Il fut affecté à des essais d’explosifs britanniques à Falmouth (comme les UB-86, UB-97, UC-92, UB-106, UB-112 et UB-128), mais il commença à prendre l’eau alors qu’il était remorqué de Devonport à Falmouth, et fut donc coulé par son escorte le 21 novembre 1920.

## Conception
Comme tous les sous-marins de type UB III, l'UB-118 avait un déplacement de 512 tonnes en surface et de 643 tonnes en immersion. Ses moteurs lui permettaient de naviguer à 13,9 nœuds (25,7 km/h) en surface et à 7,6 nœuds (14,1 km/h) en immersion. Il avait un rayon d'action de 7280 milles marins (13480 km) à sa vitesse de croisière. L'UB-118 transportait 10 torpilles et était armé d’un canon de pont de 8,8 cm. L'UB-118 avait un équipage pouvant compter jusqu’à 3 officiers et 31 hommes.

## Historique des services
L'UB-118 a été construit par AG Weser à Brême. Après un peu moins d’un an de construction, il a été lancé à Brême le 13 décembre 1917. Il a été mis en service au début de l’année suivante sous le commandement du Kapitänleutnant Hermann Arthur Krauß.

## Affectations
- IIIe flottille : du 26 mars au 11 novembre 1918

## Commandants
- Kapitänleutnant Hermann Arthur Krauß[6] : du 22 janvier au 11 novembre 1918

## Navires coulés
| Date             | Nom             | Nationalité    | Tonnage | Destin. |
| ---------------- | --------------- | -------------- | ------- | ------- |
| 16 mai 1918      | Yturri Bide     | Espagne        | 582     | Coulé   |
| 7 juillet 1918   | Carl            | Danemark       | 2486    | Coulé   |
| 27 août 1918     | Ant Cassar      | United Kingdom | 3544    | Coulé   |
| 1 septembre 1918 | City of Glasgow | United Kingdom | 6457    | Coulé   |
| 1 septembre 1918 | Mesaba          | United Kingdom | 6833    | Coulé   |